# 安井俊夫 (教育学者)
安井 俊夫（やすい としお、1935年 - ）は、日本の教育学者。専門は社会科教育法。東京都生まれ。法政大学法学部卒。千葉県公立中学校教師を経て、愛知大学経済学部教授を歴任。

## 著作
- 『歴史の授業108時間』地歴社
- 『十五年戦争への道 自ら考える日本近代史（大学の実践）』日本書籍
- 『子どもと学ぶ歴史の授業』地歴社
- 『子どもが動く社会科』地歴社
- 『学び会う歴史の授業 知る楽しさを生きる力へ』青木書店
- 『主権者を育てる公民の授業 婚姻届から核戦争まで』あゆみ出版
- 『発言をひきだす社会科の授業 中学校』日本書籍